# Karaczany Słowacji
Karaczany Słowacji – ogół taksonów owadów z rzędu karaczanów (Blattodea) stwierdzonych na terenie Słowacji.

## Karaczanowate(Blattidae)
- Blatta orientalis Linnaeus, 1758[1] – karaczan wschodni
- Periplaneta americana (Linnaeus, 1758)[2] – przybyszka amerykańska
- Periplaneta australasiae (Fabricius, 1775)[3] – przybyszka australijska
- Periplaneta brunnea Burmeister, 1838[4]

## Prusakowate(Blattellidae)
- Blattella germanica (Linnaeus, 1767)[5] – karaczan prusak
- Ectobius erythronotus Burr, 1898[6]
- Ectobius lapponicus (Linnaeus, 1758)[7] – zadomka polna
- Ectobius sylvestris (Poda, 1761)[8] – zadomka leśna
- Phyllodromica chladeki Harz, 1977[9]
- Phyllodromica harzi Chladek, 1977[10]
- Phyllodromica hungarica Vidlicka, 1993[10]
- Phyllodromica latipennis Bohn & Chládek, 2011[10]
- Phyllodromica maculata (Schreber, 1781)[11] – bezżyłka plamista
- Phyllodromica marani Chladek & Harz, 1980[10]
- Phyllodromica megerlei (Fieber, 1853)[12]
- Supella longipalpa (Fabricius, 1798)[13]